# Plecturocebus parecis
Plecturocebus parecis — вид приматів родини сакієвих (Pitheciidae). Описаний у 2019 році.

## Поширення
Ендемік Бразилії. Поширений на плато Чапада дос Паресіс (Chapada dos Parecis) в південній крайній частині бразильського штату Рондонія на заході країни.

## Опис
Хутро темно-сіре з червонувато-коричневою спиною. Борода, боки, груди та передня частина передніх кінцівок світло-сіра.